# Tobias Nickenig
Tobias Nickenig (ur. 1 sierpnia 1984 w Neuwied) – niemiecki piłkarz grający na pozycji środkowego obrońcy.
Zawodową karierę Nickenig rozpoczynał w 1. FC Köln, dokąd trafił jako szesnastolatek. W pierwszej drużynie „Kozłów” zadebiutował 19 grudnia 2006 w spotkaniu Pucharu Niemiec przeciwko Eintrachtowi Frankfurt. Nickenig zameldował się na boisku w drugiej połowie dogrywki, a kolończycy ostatecznie przegrali to spotkanie 1:3. Drugą rundę sezonu 2006/2007 spędził na wypożyczeniu w Sportfreunde Siegen. Następnie rosły obrońca powrócił do swojego macierzystego klubu, aby walczyć z nim o jak najlepszą pozycję w 2. Bundeslidze. Nickenig zagrał jednak tylko w dziesięciu spotkaniach, z czego ostatnie odbyło się 1 listopada 2007, jednak jego klub awansował do niemieckiej ekstraklasy. W 1. Bundeslidze urodzony w Neuwied piłkarz zadebiutował 13 grudnia 2008, gdy w doliczonym czasie gry zmienił Thomasa Broicha. Był to jak dotąd jego jedyny mecz na tym szczeblu rozgrywek.
Na początku 2009 roku wyjechał do Liechtensteinu, jednakże tamtejszy FC Vaduz występował w ekstraklasie szwajcarskiej, w której Nickenig zagrał dwunastokrotnie i raz wpisał się na listę strzelców. Z FC Vaduz Nickenig zdobył Puchar Liechtensteinu. Po sześciu miesiącach gry na obczyźnie obrońca wrócił do Niemiec, aby grać w VfL Osnabrück, któremu pomógł w awansie do 2. Bundesligi. Rok później zespół Nickeniga uległ Dynamu Drezno i uległ degradacji. Stoper postanowił wówczas zmienić otoczenie i przeniósł się do Ordusporu. Na początku kwietnia 2012 rozwiązał jednak kontrakt w Turcji, a od nowego sezonu został graczem FC Erzgebirge Aue, z którym ponownie grał w 2. Bundeslidze. Ostatni mecz rozegrał 17 kwietnia 2014. Później przez przewlekłe problemy ze stawami kolanowymi musiał zakończyć karierę.
| Sezon     | Klub                | Kraj          | Rozgrywki          | Mecze | Bramki |
| --------- | ------------------- | ------------- | ------------------ | ----- | ------ |
| 2003/2004 | 1. FC Köln II       | Niemcy        | Regionalliga       | 19    | 5      |
| 2004/2005 | 1. FC Köln II       | Niemcy        | Regionalliga       | 14    | 2      |
| 2005/2006 | 1. FC Köln II       | Niemcy        | Regionalliga       | 28    | 0      |
| 2006/2007 | 1. FC Köln II       | Niemcy        | Oberliga           | 9     | 0      |
| 2006/2007 | Sportfreunde Siegen | Niemcy        | Regionalliga       | 10    | 0      |
| 2007/2008 | 1. FC Köln          | Niemcy        | 2. Bundesliga      | 10    | 0      |
| 2008/2009 | 1. FC Köln          | Niemcy        | Bundesliga         | 1     | 0      |
| 2008/2009 | FC Vaduz            | Liechtenstein | Swiss Super League | 12    | 1      |
| 2009/2010 | VfL Osnabrück       | Niemcy        | 3. Liga            | 31    | 0      |
| 2010/2011 | VfL Osnabrück       | Niemcy        | 2. Bundesliga      | 17    | 1      |
| 2011/2012 | Orduspor            | Turcja        | Süper Lig          | 7     | 0      |
| 2012/2013 | FC Erzgebirge Aue   | Niemcy        | 2. Bundesliga      | 22    | 1      |
| 2013/2014 | FC Erzgebirge Aue   | Niemcy        | 2. Bundesliga      | 13    | 1      |